# Pavel Popravka
Pavel Popravka (serbisch-kyrillisch Павел Поправка, russisch Павел Васильевич Поправка, Transkription aus dem Russischen: Pawel Wassiljewitsch Poprawka; * 19. Juli 1983 in Nowosibirsk, Russische SFSR) ist ein ehemaliger serbisch-russischer Eishockeyspieler, der zuletzt bis 2019 beim KHK Roter Stern Belgrad unter Vertrag stand und mit dem Klub in der multinationalen Internationalen Hockey Liga spielte.

## Karriere
Pavel Popravka begann seine Karriere als Eishockeyspieler in der Nachwuchsabteilung des HK Sibir Nowosibirsk in seiner westsibirischen Heimatstadt. Für den Klub spielte er zudem drei Jahre in dessen zweiter Mannschaft in der Perwaja Liga, der dritthöchsten russischen Spielklasse. Von 2006 bis 2009 spielte er in der serbischen Eishockeyliga für den HK Vojvodina und den HK Novi Sad. Nach einer kurzen Rückkehr in die Perwaja Liga, in der er bei Kristall Berdsk spielte, stand er für den HK Partizan Belgrad auf dem Eis, mit dem er 2012 die Slohokej Liga gewann. Er selbst trug als Topscorer und Torschützenkönig maßgeblich zum Titelgewinn bei. Über den ukrainischen Klub HK Lewy Lwiw kam er zum HK Arlan Kökschetau, mit dem er 2013 den kasachischen Eishockeypokal gewann. Nach einem weiteren Jahr in der Perwaja Liga spielte Popravka 2014/15 beim HK Sachalin, der einzigen russischen Mannschaft in der Asia League Ice Hockey. Anschließend kehrte er nach Serbien zurück und spielte ein Jahr mit dem KHK Roter Stern Belgrad in der slowenischen und der serbischen Liga. Dabei trug er als Topscorer und Torschützenkönig sowie mit den meisten Vorlagen maßgeblich zum Gewinn der serbischen Meisterschaft bei. Anschließend wechselte er zu Altai Barnaul in die russische Perwaja Liga. 2018 kehrte er zum Roten Stern nach Belgrad zurück, der inzwischen in der multinationalen Internationalen Hockey League spielte, die dann 2019 gewonnen wurde. Anschließend beendete er seine Karriere.

### International
Seinen ersten internationalen Auftritt hatte Popravka mit der serbischen Nationalmannschaft bei der Weltmeisterschaft der Division II 2012, als er ein Tor bei der 3:5-Niederlage gegen Island erzielte und im Turnierverlauf zwei weitere Treffer vorbereitete. Auch 2015, 2016, 2017 und 2019 spielte er für Serbien in der Division II. Zudem vertrat er seine Farben bei der Olympiaqualifikation für die Winterspiele in Pyeongchang 2018.

## Erfolge und Auszeichnungen
- 2012 Gewinn der Slohokej Liga mit dem HK Partizan Belgrad
- 2012 Topscorer und Torschützenkönig der Slohokej Liga
- 2013 Kasachischer Pokalsieger mit dem HK Arlan Kökschetau
- 2016 Serbischer Meister mit dem KHK Roter Stern Belgrad
- 2016 Topscorer, Torschützenkönig und meiste Vorlagen der serbischen Eishockeyliga
- 2019 Aufstieg in die Division I, Gruppe B bei der Weltmeisterschaft der Division II, Gruppe A
- 2019 Gewinn der International Hockey League mit dem KHK Roter Stern Belgrad

## Asia-League-Statistik
(Stand: Ende der Saison 2014/15)